# Lepidanthrax californicus
Lepidanthrax californicus är en tvåvingeart som beskrevs av Hall 1976. Lepidanthrax californicus ingår i släktet Lepidanthrax och familjen svävflugor. Inga underarter finns listade i Catalogue of Life.